# ナイルに死す (2004年のテレビドラマ)
『ナイルに死す』（ナイルにしす、Death on the Nile）は、2004年のイギリスのテレビ映画。イギリスのテレビドラマシリーズ『名探偵ポワロ』第9シーズン第3話（通算第52話）であり、アガサ・クリスティ原作の長編『ナイルに死す』を原作とするミステリー。
出演はデヴィッド・スーシェ、ジェームズ・フォックス、エマ・グリフィス・マリン、JJ・フィールド、エミリー・ブラントなど。エジプトのナイル川クルーズを舞台に、新婚旅行中の夫妻に起きる殺人事件の謎をポワロが解く。

## ストーリー
ジャクリーン（エマ・グリフィス・マリン）が親友で大富豪の友人リネット・リッジウェイ（エミリー・ブラント）の元を訪れ、婚約者のサイモン・ドイル（JJ・フィールド）を屋敷の管理人に雇ってくれないかと頼む。二人は近くエジプトに新婚旅行に行く予定だという。3ヶ月後、ポワロは休暇でエジプトのホテルに滞在する。そこにはリネットとサイモンが新婚旅行に来ていた。サイモンはジャクリーンと別れてリネットと結婚したのである。そこにジャクリーンが現れる。彼女は二人の新婚旅行に付きまとっていた。リネットとサイモンはジャクリーンから逃れるためにナイル川クルーズのカルナック号に参加し、ポワロも同じ船に乗るが、そこにはジャクリーンも乗船していた。
ツアー客一行はときおり上陸してカルナック神殿やデンデラ神殿複合体を訪れる。その合間に船上でペニントンが幾つかの書類にリネットのサインをもらおうとする。デンデラ神殿では、神殿の軒下で休憩しているリネットの直ぐ側に巨石が落ちてきて、何者かがリネットを殺そうとしたのではないかと疑わせる。ツアーの途中でレイス大佐がポワロに合流する。
ある夜、船上のラウンジでサイモン、ジャクリーン、コーネリア、ファーガソンがいるときに、ジャクリーンがサイモンを罵ってハンドバッグから出した拳銃で彼を撃ち、彼は膝を負傷する。コーネリアはジャクリーンを自室に連れていきなだめ、ファーガソンはベスナー医師を連れてきて、二人はサイモンを医師の部屋に運んで手当てする。
翌朝、リネットが自室のベッドで撃ち殺されているのが発見され、ポワロとレイス大佐が捜査を開始する。凶器の銃を川に投げ込んだのではないかと思われたロザリー、リネットの真珠のネックレスを盗んだマリー、過去に周辺で宝石盗難事件が起きていたアラートン、身分を偽っていたファーガソン、わざわざアメリカからやってきてリネットに仕事の書類と称してサインを求めていたペニントン、父親をリネットの父親の会社に破産させられたコーネリアなどが容疑者として浮かび上がるが、そんな中、リネットのメイドが死体で発見される。彼女はリネットを殺した犯人を目撃して脅迫していたのだろうとポワロは推理する。ポワロのもとにサロメが訪ねてきて、メイドの部屋から出てきた人物を目撃したという。その人物の名前を告げようとしたところで、何者かに撃たれて死亡してしまう。
ポワロは、サイモン、コーネリア、ベスナー医師、レイス大佐を前に推理を開陳する。リネット殺害は計画的な犯行であり、ジャクリーンがサイモンを撃った際に実際は彼の足には当たっておらず、彼は予め用意した赤インクで負傷したふりをした。その場にいた全員が部屋から出ると彼はジャクリーンの拳銃を拾ってリネットの部屋に行って彼女を撃ち、ラウンジに引き返して自分の足を撃ったのだった。実は今でも恋人同士であったジャクリーンと彼の共犯であるとポワロは見破る。サイモンとジャクリーンは犯行を認めるが、下船時にジャクリーンがサイモンを撃って自分も自殺する。

## キャスト
（カッコ内はNHKで放送時の吹替）
- エルキュール・ポワロ: デヴィッド・スーシェ（熊倉一雄） - 私立探偵
- レイス大佐: ジェームズ・フォックス - 元陸軍大佐で大富豪、ポワロの友人[注釈 1]
- ジャクリーン・ド・ベルフォール: エマ・グリフィス・マリン（英語版）（小島聖） - サイモンの元婚約者、リネットの親友
- サイモン・ドイル: JJ・フィールド（関俊彦） - リネットの夫
- リネット・リッジウェイ: エミリー・ブラント（森永明日夏） - 大富豪
- アンドリュー・ペニントン: デヴィッド・ソウル - リネットのアメリカでの管財人
- サロメ・オタヴォーン: フランシス・デ・ラ・トゥーア - 作家
- ロザリー・オタヴォーン: ゾーイ・テルフォード（英語版） - サロメの娘
- ファーガソン: アラステア・マッケンジー（英語版） - 進歩主義者
- ベスナー: スティーヴ・ペンバートン - オーストリア人医師
- アラートン夫人: バーバラ・フリン（英語版）（牧野和子） - 船の乗客
- ティム・アラートン: ダニエル・ラパイン（難波圭一） - アラートン夫人の息子
- マリー・ヴァン・シュワイラー: ジュディ・パーフィット（英語版）（大方斐紗子） - アメリカの大富豪の社交家
- コーネリア・ロブスン: デイジー・ドノヴァン（英語版）（藤本喜久子） - マリーの親戚
- ルイーズ: エロディ・ケンドール - リネットのメイド

## 製作

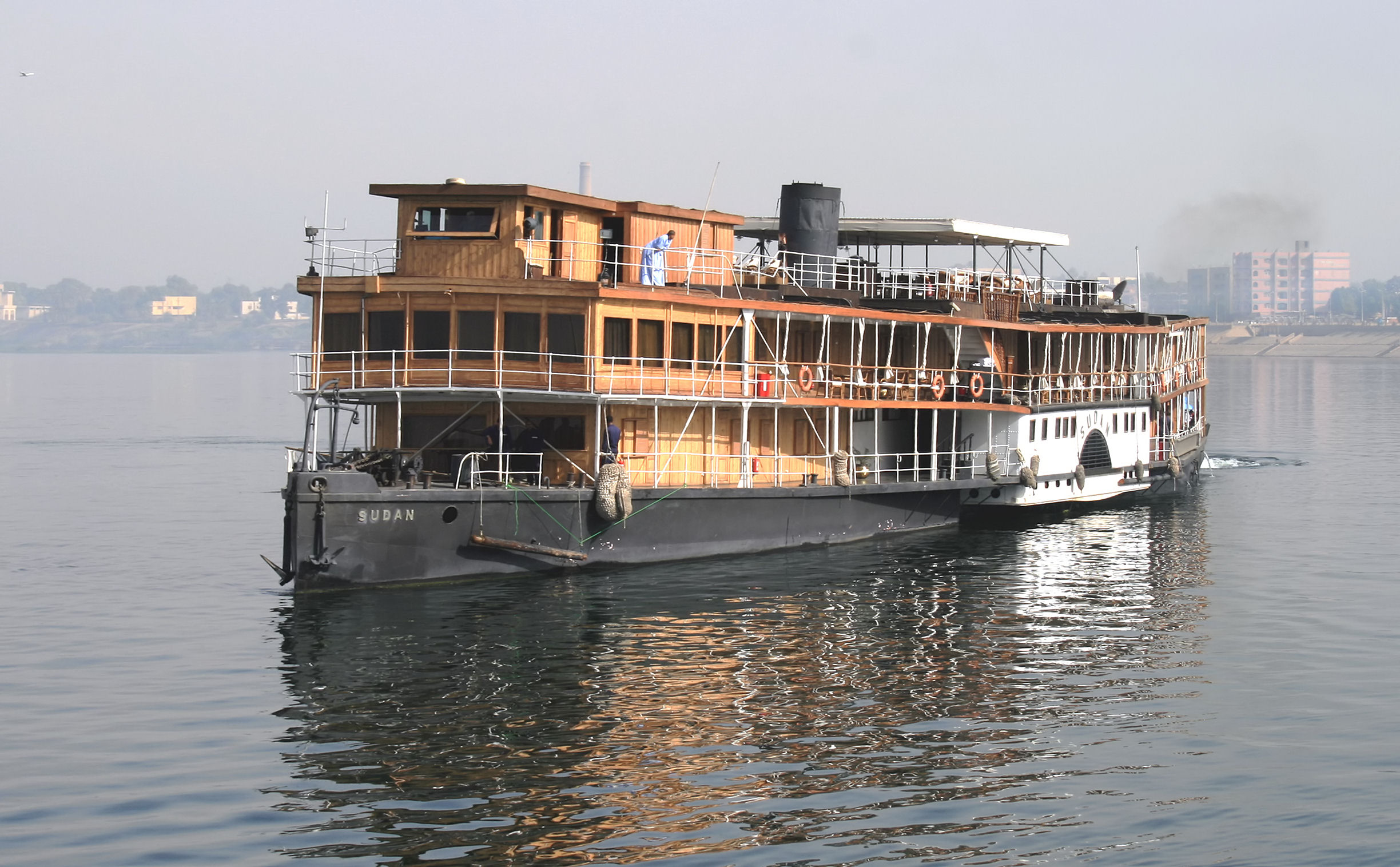
スーダン号（2010年撮影）

### 脚本
原作から映像化するに当たり、ミス・バワーズ、ジム・ファントホープ、グイド・リケッティといった登場人物が省かれ、ティムとロザリーの恋が実らずに終わるなどの違いがあるが、概ね原作に沿ったストーリーとなっている。

### 撮影
本作の撮影はエジプトで行われた。使用された船はスーダン号である。この船には1933年にアガサ・クリスティー自身が夫と共に乗船し、『ナイルに死す』の着想を得たと伝えられており、現在も『アガサ・クリスティー・スイート』という部屋がある。